# Franz Ziehm
Franz Ziehm (ur. 9 stycznia 1866 na Wielkich Żuławach, zm. 12 maja 1933 w Gdańsku) – niemiecki polityk narodowy, poseł do gdańskiego Volkstagu (1920–1924).

## Życiorys
W latach 1920–1924 sprawował mandat posła do Volkstagu I kadencji z listy DNVP (Deutsch-Nationale Volkspartei in Danzig), gdzie zajmował się sprawami rolnictwa, lasów i rybołówstwa. Po zakończeniu działalności politycznej był członkiem rad nadzorczych niemieckich banków w Gdańsku.
Był bratem Ernsta.